# Cyril Laffitau
Cyril Laffitau, né à Bordeaux le 18 février 1953, est un publicitaire, animateur télé, producteur et auteur français.

## Débuts
Il débute à la promotion radio pour les disques Barclay dans les années 1970, il crée la promotion club en 1975. En 1977 il s’envole pour les États-Unis où il travaille successivement comme correspondant pour le magazine VSD, pour Mac Keen (prêt à porter), pour la Dame en bleu (restaurant français), enfin pour une radio de Los Angeles.

## Publicité et communication
À partir de 1980, il revient en France et débute dans la publicité d'abord chez O.K.(Alain Ossard et Bernard Krief) comme responsable du développement (Pain Jacquet, La Poste, Vidéo 7), ensuite de 1980 à 1983 chez O.D.I.C. (Olivier Dassault International Communication) en tant que responsable du développement (Mont Blanc, GCR, Cinéthèque Vidéo, Hasbro), puis de 1983 à 1987 chez CLM BBDO comme directeur de l’évènementiel (Mamie Nova, Perrin − pour ce dernier il gagne le grand prix Stratégie)
Cyril marie le showbiz et la publicité, il sponsorise le spectacle de Chantal Goya au palais des congrès pour le lancement du yaourt à boire Nova drink (Mamie Nova).
En 1987 il quitte la publicité pour créer les droits dérivés du leader mondial du jouet Hasbro en tant que responsable des licences Transformer, Mon Petit Poney, GI Joe, Jem.
À la demande de Johnny Hallyday Cyril s'occupe de vendre son image à des annonceurs : Nasa électronique, les cafés Legal, Mattel pour lequel il gagnera le grand prix du jouet pour la poupée Johnny hallyday en 1995.
À l'occasion du premier passage de Johnny au stade de France, Cyril sortira le premier stylo "prêt à signer" Tiger.
En 1994 il reviendra dans la Publicité chez DDB comme Conseil en marketing et communication Columbia Tristar, puis en 1998 chez CLIPPER.
En 1999 Cyril invente la télé déco.
Aujourd'hui Cyril Laffitau écrit des livres, peint, crée des sites internet. Il a dernièrement exposé à la Leila Murdoch Gallery, Wynwood Miami et expose ses toiles sur Saatchi.
En 2012 il invente la "vidéolytho" pour le peintre Fifax
Fin 2017 il sortira un ouvrage sur Johnny Hallyday "ah que je t'aime" petit livret regroupant ses phrases humouristiques.
En Avril 2018 il sera à l'honneur d'un ouvrage "dans l'intimité de Johnny" ouvrage dans lequel nous retrouverons des photos et un film retracant son incroyable amitié avec l'idole.

## Télévision et radio
En 1990 il entre à La-5, nouvelle chaîne de Silvio Berlusconi, comme responsable du parrainage au département Variété et Évènementiel où il sponsorise le 1er avril pour Saupiquet (la première fois qu’une chaîne française émettra 24 H sur 24). En 1992 il sponsorise le mariage d'Eddie Barclay par Miele et gagne le grand prix stratégie événementiel.
Il quitte la 5 en 1993 quand elle sera reprise par Lagardère. En 1995 il démarre comme chroniqueur à RTL9 dans l’émission F comme Femme en 1997 il entre comme journaliste–animateur sur FR3 pour les émissions Beau fixe et 40° à l’ombre.
Reportage M6 100%mag pour son livre "Consommer plus en dépensant moins"
Passages sur LCI decembre 2017
Passage sur radio Sud décembre + avril 2017
Passage sur radio Shalom avril 2017
Passage sur RTL avril 2018
Promotion du livre sur TPMP mai 2018
Promotion du livre Johnny + LLL Télé matin mai 2018
Passage sur Nostalgie mai 2018

## Production
- Production du premier "disco" français Do it for me[4] pour lequel il reçoit un Disque d’or avec 500 000 disques vendus en 1976 [5].
- Production des cassettes et DVD Le Feu de Cheminée[6], "L'Aquarium" [7] etc.
- Production du disque et du clip Elisa -Bizarre-bizarre
- Production du magazine "tweenager"

## Les expositions
- Art Bazel Leila Murdoch Gallery, Wynwood Miami février 2016
- Exposition Galerie Berthier décembre 2017
- Suresnes Galerie, décembre 2017